# Атаксія телеангіектазія
Атаксія-телеангіектазія (АТ або А-Т), також відома як атактично-телеангіоектатичний синдром або Синдром Луї-Бар, — рідкісне нейродегенеративне, аутосомно-рецесивне захворювання, яке спричинює тяжку інвалідність. Атаксія вказує на порушення координації, а телеангіектазія на невеликі розширені кровоносні судини, обидві ознаки характерні для даного захворювання.
А-Т уражає різні частини тіла:
- уражає певні ділянки мозку, включаючи мозочок, спричинюючи труднощі з пересуванням і координацією.
- послаблює імунну систему, зумовлюючи схильність до інфекційних хвороб.
- запобігає відновленню пошкоджених ДНК, збільшуючи ризик раку.

Найчастіше прояви вперше з'являються в ранньому дитинстві, коли діти починають ходити. Хоча зазвичай вони починають ходити згідно з віком, проте вони похитуються або коливаються при ходьбі, стоячи або сидячи, може здаватися, ніби вони п'яні. Наприкінці дошкільного і початку шкільного віку, у них виникають при зміні погляду природним чином з одного місця в інше (окорухова апраксія). У них розвивається невиразна або спотворена мова і проблеми з ковтанням. Деякі частіше хворіють на інфекційні хвороби дихальних шляхів (отити, синусити, бронхіти та пневмонію). У зв'язку з тим, що не всі діти розвиваються так й з різним темпом, може пройти кілька років, перш ніж буде сформульований правильний діагноз. Більшість дітей з А-Т мають стабільну неврологічну симптоматику протягом перших 4-5 років життя, але в молодшому шкільному віці починає проявлятися збільшення проблем.
А-Т спричинена дефектом в АТМ-гені, який відповідає за роботу клітин у відповідь на різні форми стресу, в тому числі дволанцюгові розриви в ДНК. Протеїн, продукований АТМ-геном, розпізнає розрив у ДНК, залучає інші білки для усунення розриву, і блокує створення клітинами нової ДНК, поки не завершиться повне відновлення.

## Клінічні прояви
Суттєві відмінності у вираженості ознак А-Т спостерігаються у різних осіб, і в різних вікових групах:
- Атаксія (важкість контролювати рух), яка проявляється рано, але погіршується в шкільному віці до підліткового віку.
- Окорухова апраксія (труднощі з координацією голови і рухом очей при переведенні погляду з одного місця в інше).
- Мимовільні рухи.
- Телеангіектазія (розширені кровоносні судини) по білковій оболонці (склері) очей, роблячи їх червоними. Не виникають в грудних дітей, можуть вперше з'являтися у віці 5-8 років. Телеангіектазії можуть також з'являються на ділянках шкіри, відкритих для соняних променів.
- Проблеми з інфекційним хворобами, особливо з локалізацією у вухах, синусах і легенях.
- Підвищена захворюваність раком (переважно, але не виключно, лімфоми і лейкози).
- Уповільнений початок або неповний пубертатний розвиток, і ранній початок клімаксу.
- Уповільний темп росту (вага та/або зріст).
- Слюнотеча, особливо у маленьких дітей, коли вони втомилися або зосередженні на якомусь завданні.
- Дизартрія (невиразні, повільні, або спотворені звуки мови).
- Цукровий діабет у підлітковому віці або пізніше.
- Передчасні зміни волосся та шкіри.

Багатьом дітям спочатку ставлять неправильний діагноз, такий як атактичний церебральний параліч. Діагноз не може бути поставлений до дошкільного віку, коли з'являються чи погіршуються неврологічні прояви, такі як порушення ходи, координації рук, мовлення та рухи очей, і вперше з'являється телеангіоектазія. Так як А-Т досить рідке захворювання, лікарі не завжди знайомі з проявами, або методами підтвердження діагнозу. Пізна поява телеангіоектазій може стати перешкодою для правильного діагнозу.

### Атаксія та інші неврологічні проблеми
Перші ознаки А-Т зазвичай виникають у віці 1,5-4 років. Діти починають ходити згідно з віком, але хода особливо не поліпшується в порівнянні з початковою хиткою ходою. Іноді у них виникають проблеми при непорушному стоянні чи сидінні, і, як правило, з'являється тенденція до похитування назад або з боку в бік. У початковій школі ходити стає складніше, і діти використовують дверні отвори і стіни для підтримки. Під час бігу чи при швидкій ходьбі, стан дітей з А-Т здається кращим порівняно з тим, коли вони йдуть повільно або стоять на одному місці. Приблизно на початку другого десятиліття життя, діти з типовою формою А-Т починають використовувати візочки для пересування на далекі відстані. Під час шкільних років, діти можуть відчувати посилення труднощів з читанням через порушення координації руху очей. У той же час, інші проблеми, пов'язані з тонкою руховою функцією (письмо, розмальовування, і використання столових приладів), та не чітка мова (дизартрія) можуть виникнути. Більшість з цих неврологічних проблем перестає прогресувати після досягнення віку 12 — 15 років, хоча мимовільні рухи можуть початися в будь-якому віці й погіршуватися з часом. Ці додаткові рухи можуть приймати різні форми, включаючи дрібні посмикування рук і стоп, які виглядають як метушливі рухи (хорея), повільних скручувальних рухів верхньої частини тіла (атетоз), прийняття жорстких і скручених поз (дистонії), випадкові неконтрольованими посмикування (міоклонічні посмикування), і різні ритмічні та неритмічні рухи зі спробами скоординувати дію (тремор).

### Телеангіектазії
Виступаючі кровоносні судини (телеангіектазії) над білою оболнкою (склера) очей зазвичай з'являються у віці 5-8 років, але іноді й пізніше, чи взагалі відсутні. Відсутність телеангіектазії не виключає діагнозу А-Т. Ця проблема є суто косметичною, очні телеангіектазії не кровоточать і не сверблять, тож іноді неправильно діагностується як хронічний кон'юнктивіт. Телеангіектазії мають постійний характер, не змінюються з часом, на погоду чи емоції, що відрізняє їх від інших видимих кровоносних судин. Телеангіектазії можуть також з'являються на відкритих сонцю ділянках шкіри, особливо на обличчі й вухах. Вони виникають в сечовому міхурі, як пізнє ускладнення хіміотерапії циклофосфамідом, були виявлені глибоко всередині мозку літніх людей з А-Т, і іноді виникають в печінці та легенях.[джерело?]

### Імунні проблеми
Близько двох третин людей з А-Т мають порушення імунної системи. До найбільш поширених порушень відносять низький рівень одного або декількох класів імуноглобулінів (IgG, а також IgA або IgM підкласи), організм не виробляє антитіла у відповідь на вакцину або збудників, а також наявна низька кількість лімфоцитів (особливо Т-лімфоцитів) в крові. Деякі люди схильні до частих інфекційних хвороб верхніх (ГРВІ, синусити, отити) та нижніх (бронхіти, пневмонія) дихальних шляхів. У всіх дітей з А-Т повинен бути оцінений стан імунної системи для виявлення тих, у кого є серйозні проблеми, які вимагають лікування для мінімізації кількості й тяжкість інфекцій. Деяким людям з А-Т потрібні додаткові щеплення (особливо від пневмонії та проти грипу), антибіотики для забезпечення захисту (профілактики) від інфекційних хвороб, та/або інфузій імуноглобулінів (гамма-глобулінів). Необхідність такого лікування повинна бути визначена фахівцем в області імунодефіциту та інфекційних захворювань.

### Рак
Люди з А-Т мають значно підвищену частоту (приблизно 25 % ризик впродовж життя) захворюваності на рак, особливо лімфоми та лейкемії, але також можуть виникнути інші види раку. Якщо це можливо, при лікуванні необхідно уникати використання променевої терапії і хіміотерапевтичних препаратів, які працюють за типом радіаційної терапії (радіоміметичні препарати), так як вони особливо токсичні для людей з А-Т. У зв'язку з наявністю специфічних проблем при виявленні раку у пацієнтів з А-Т, лікування повинно бути проведене тільки в наукових онкологічних центрах та після консультації з лікарями, які мають конкретний досвід щодо А-Т. На жаль, немає ніякого способу, щоб передбачити, у кого буде розвиватися рак. Так як лейкоз та лімфома відрізняються від солідних пухлин і не прогресують з одиночної до метастатичної стадії, то є меншою потреба діагностувати їх на ранньому етапі їхньої появи. Застереження щодо лейкемії та лімфоми не є практичним, крім випадків, коли рак підозрюється при виникненні можливих проявів (наприклад, тривале збільшення лімфатичних вузлів, гарячка неясного генезу).
Жінки, які є носіями А-Т (які мають одну видозмінену копію АТМ-гена), мають приблизно вдвічі збільшений ризик розвитку раку молочної залози, порівняно з загальною популяцією. Це відноситься до всіх матерів дітей з А-Т та деяких родичок. Нинішній консенсус полягає в тому, що спеціальні скринінгові тести не спрацьовують, але всі жінки повинні проходити регулярне спостереження раку.

### Шкіра
А-Т може спричинити виникнення ознак раннього старіння, таких як передчасне посивіння волосся. Також може виникати вітіліго (аутоімунне захворювання, яке призводить до втрати пігменту шкіри і вона набуває плямистого вигляду, наче місцями відбілена), і бородавок, які можуть бути обширними й погано піддаються лікуванню. У невеликої кількості людей розвивається хронічне запальне захворювання шкіри з розвитком гранульом.